# 구보 료고
구보 료고(일본어: 久保 亮五, 1920년 2월 15일 ~ 1995년 3월 31일)는 일본의 수리물리학자이다.
통계물리학, 응집물질물리학 분야에서 국제적으로 알려진 학자이며 비평형 통계역학(non-equilibrium statistical mechanics)에 공헌하였다. 도쿄 대학, 교토 대학, 게이오기주쿠 대학에서 교수를 맡은 것 외에도 파리 대학교, 시카고 대학교, 펜실베이니아 대학교, 뉴욕 주립 대학교에서 객원교수를 맡았다.

## 주요 논문
- “Statistical-mechanical theory of irreversible processes. 1. general theory and simple applications to magnetic and conduction problems”. 《J. Phys. Soc. Jpn.》 12: 570. 1957. doi:10.1143/JPSJ.12.570.

## 참고 문헌
- Yamazaki, Toshimitsu (1997년 4월). “Ryogo Kubo and µSR”. 《Hyperfine Interactions》 (영어) 104 (1–4): 3–13. doi:10.1023/A:1012696615710. ISSN 0304-3843.